# Cornwall, Connecticut
Cornwall är en kommun (town) i Litchfield County i Connecticut, USA med cirka 1 434 invånare (2000).

## Geografi
Enligt United States Census Bureau har kommunen en area 119.8 km², varav 119.2 km² är land och 0.6 km² (0.54%) är vatten.